# Loverboy (zespół muzyczny)
Loverboy – kanadyjska grupa rockowa założona w 1979 w Calgary.

## Historia
Grupa została utworzona przez pięciu kanadyjskich muzyków: Mike Reno (śpiew), Paula Deana (gitara), Douga Johnsona (instrumenty klawiszowe), Scotta Smitha (gitara basowa) i Matta Frenette'ego (perkusja). Nazwa zespołu została wymyślona podczas pewnego wieczornego spotkania towarzyskiego Reno i Deana z ich dziewczynami.
Debiutancki występ grupy miał miejsce 19 listopada 1979 w Vancouver podczas koncertu zespołu "Kiss". Odrzucany przez wszystkie większe wytwórnie w Stanach Zjednoczonych, zespół podpisał w końcu kontrakt płytowy z wytwórnią "Columbia Records of Canada". Jego owocem był debiutancki album grupy, wydany 20 marca 1980 roku pod nazwą własną zespołu (Loverboy). Album okazał się wielkim sukcesem – w samej Kanadzie sprzedano ponad 700 tys. płyt. W USA płyta miała premierę w listopadzie tego samego roku i również cieszyła się sporym powodzeniem – sprzedano ponad 2 mln egzemplarzy, zespół wykonał blisko 200 koncertów u boku tak znanych grup jak: Cheap Trick, ZZ Top, Kansas, Def Leppard. Album w maju 1981 dotarł do 13 miejsca rankingu "Billboard 200". Debiutancki singiel grupy – Turn Me Loose – znalazł się na 35 miejscu amerykańskiej "Billboard Hot 100" w początku roku 1981
Drugi album grupy, wydany już w październiku 1981, Get Lucky stał się największym sukcesem zespołu – sprzedano ponad 4 mln egzemplarzy. Był to najlepiej sprzedający się album grupy w USA – 7 miejsce na liście "Billboard 200" w 1982 roku (122 tygodnie w zestawieniu). W tym samym roku w Kanadzie grupa otrzymała sześć nagród Juno Awards, co jest do dziś (2018) nie pobitym rekordem.
W listopadzie 1983 roku ukazał się trzeci album grupy – Keep It Up. Znalazł się w pierwszej 10-ce "Billboard 200". Singiel pierwszego utworu na płycie – Hot Girls in Love – dotarł do 11 miejsca "Billboard Hot 100". Teledysk do utworu oraz do kolejnego singla z tej samej płyty – Queen of the Broken Hearts – stały się bardzo popularne w MTV. Sama grupa rozpoczęła również trasę koncertową, po raz pierwszy jako "headliner" (tj. jako nie zespół poprzedzający, ale główna atrakcja koncertu). Podczas Letnich Igrzysk Olimpijskich w Los Angeles utwór grupy pt. Nothing's Gonna Stop You Now był "leitmotivem" reprezentacji USA. Również w 1984 roku "Loverboy" zadebiutował w filmie – ich utwór Destruction został wykorzystany w ścieżce dźwiękowej rockowej wersji ponownie zmontowanego, głośnego filmu Metropolis Fritza Langa z 1927 roku w opracowaniu Giorgio Morodera.
Lovin 'Every Minute of It – czwarty album zespołu ukazał się w sierpniu 1985 roku. W USA pod względem sprzedaży zyskał status podwójnej platynowej płyty. Album we wrześniu tego samego roku zajął 3 miejsce na liście przebojów Mainstream Rock Songs magazynu Billboard, a dwa utwory się na nim znajdujące dotarły do pierwszej dziesiątki Hot 100 tego magazynu (Lovin' Every Minute of It – miejsce 9 w listopadzie 1985 i This Could Be the Night – miejsce 10 w marcu 1986). W 1986 roku zespół nagrał piosenkę Heaven in Your Eyes, która została wykorzystana w kultowym obrazie kina lat 80. pt. Top Gun. Singiel w październiku 1986 roku dotarł do 12 miejsca Hot 100.
We wrześniu 1987 roku ukazał się piąty album grupy – Wildside. Nieoczekiwanie, pyta sprzedawała się słabo (42 pozycja na "Billboard 200"). Największy jej "hit", napisany wespół z Jonem Bon Jovi i Richie Samborą – Notorious dotarł w październiku 1987 do zaledwie 38 miejsca na liście Hot 100.
W 1988 roku, na skutek ciągłych napięć między Deanem i Reno, doszło do rozpadu grupy. Dean rozpoczął karierę solową, której efektem był album Hardcore wydany w maju 1989. W październiku tego samego roku "Columbia Records" wypuściła na rynek kompilacyjny Big Ones, na którym znajdowały się największe przeboje grupy. W tym samym roku miała również miejsce nieudana próba wznowienia działalności zespołu. Zespół ponownie reaktywował się dopiero dwa lata później – w październiku 1991. Rok później (1992) grupa odbyła swoją pierwszą, od czasu rozpadu, trasę koncertową po Kanadzie. W 1993 Loverboy rozpoczął 64 z kolei tournee po Stanach Zjednoczonych. W 1994 roku "Columbia Records" wydała dwa kolejne kompilacyjne albumy zespołu: Loverboy Classics i Temperature's Rising. Jednak kolejny, w pełni autorski album zespołu (szósty z kolei) Six ukazał się dopiero trzy lata później – w 1997 roku. Zawierał on pierwsze od czasu rozpadu grupy, nowe piosenki zespołu, z których żadna nie okazała się być przebojem. Pomimo to grupa z sukcesem kontynuowała działalność sceniczną do listopada 2000 roku, kiedy to basista Scott Smith uległ śmiertelnemu wypadkowi. Rok później zastąpił go Kenneth "Spider" Sinnaeve – były członek zespołów The Guess Who i "Red Rider", a trasa koncertowa zespołu z roku 2001 została zadedykowana pamięci Smitha. Rok później, specjalną trasą koncertową, zespół celebrował swoje oficjalne 25-lecie, które przypadło rok wcześniej (1979-2004). Udane tournee przedłużyło się do roku 2006, w którym to z okazji jubileuszu ukazało się ponowne, zremasterowane wydanie Get Lucky – drugiego albumu grupy z 1981 roku, największego sukcesu zespołu.
W 2007 roku ukazał się kolejny, siódmy z kolei, studyjny album grupy pt. Just Getting Started. W 2009 roku podczas gali "Juno Awards" zespół został włączony do "Canadian Music Hall of Fame" – kanadyjskiej galerii sław wybitnych artystów muzycznych CARAS (Canadian Academy of Recording Arts and Sciences). 21 lutego 2010 zespół wziął udział w uroczystym wręczaniu nagród ("Vancouver Victory Ceremonies") podczas Zimowych Igrzysk Olimpijskich w Vancouver. W sierpniu 2012, w Stanach i w Europie, ukazał się ósmy z kolei album grupy pt. Rock 'n' Roll Revival, a dwa lata później (2014) premierę miał dziewiąty krążek pt. Unfinished Business. Obydwie płyty, łącznie z poprzednią Just Getting Started okazały się być przeciętnym sukcesem. Zawierały w większości ponowne wersje starych przebojów grupy, chociaż, w opinii krytyków, zagranymi i zaśpiewanymi w najlepszym stylu "Loverboy". Pomimo to "Loverboy" pozostaje prawdopodobnie najlepszą, kanadyjską grupą muzyki pop lat 80. XX w. z wynikiem milionów sprzedanych płyt na całym świecie (do 2009 roku było to ponad 20 mln).

## Dyskografia[a]
- 1980 Loverboy
- 1981 Get Lucky
- 1983 Keep It Up
- 1985 Lovin' Every Minute of It
- 1987 Wildside
- 1987 Six
- 2007 Just Getting Started
- 2012 Rock 'n' Roll Revival
- 2014 Unfinished Business

## Ścieżki dźwiękowe do filmów
| Rok  | Utwór                     | Film                                 |
| ---- | ------------------------- | ------------------------------------ |
| 1986 | "Heaven in Your Eyes"     | Top Gun                              |
| 2001 | "Turn Me Loose"           | Wet Hot American Summer              |
| 2001 | "When it's Over"          | Wet Hot American Summer              |
| 2003 | "Working for the Weekend" | Aniołki Charliego: Zawrotna szybkość |
| 2006 | "Working for the Weekend" | Klik: I robisz, co chcesz            |
| 2010 | "Hot Girls in Love"       | Dziewczyna z ekstraklasy             |
| 2015 | "Working for the Weekend" | Piksele                              |

## Członkowie grupy

### Obecni
- Mike Reno – wokal (1979–1988, 1989, 1991–obecnie)
- Paul Dean – gitara solowa, wokal towarzyszący (1979–1988, 1989, 1991–obecnie)
- Doug Johnson – instrumenty klawiszowe, wokal towarzyszący, (1979–1988, 1989, 1991–obecnie)
- Matt Frenette – perkusja (1979–1988, 1989, 1991–obecnie)
- Ken "Spider" Sinnaeve – gitara basowa, wokal towarzyszący, (2001–obecnie)

### Byli
- Scott Smith – gitara basowa, wokal towarzyszący (1979–1988, 1989, 1991–2000; zmarł w 2000)